# Polycarpa pusilla
Polycarpa pusilla is een zakpijpensoort uit de familie van de Styelidae. De wetenschappelijke naam van de soort is voor het eerst geldig gepubliceerd in 1884 door Herdman.